# Randalica
Randalica est un groupe de heavy metal allemand, originaire de Dortmund.

## Histoire
Le groupe est mentionné pour la première fois en octobre 1993 dans le magazine musical Rock Hard dans le cadre d'un supplément parodique appelé Rock Fart. L'article sur le groupe fictif de l'époque décrit le style de Randalica comme du punk hardcore et parodit les clichés de genre communs.
L'équipe éditoriale reçoit des demandes de renseignements sur les publications fictives, en particulier sur le single Tote auffe Tanzfläche. Le groupe étant jusqu'alors un produit de pure fantaisie, l'éditeur Holger « Ömmes » Stratmann et le rédacteur en chef Götz « Sir Pommes » Kühnemund décident d'enregistrer des chansons sous le nom de "Randalica". Avec la participation de Bobby « Doppelbob » Schottkowski de Sodom, ledit single et l'album Knast, Tod oder Rock 'n' Roll sont créés, les reprises en allemand sont Tore machen (Breaking The Law de Judas Priest) et Komm schon, fühl den Lärm (Cum on Feel the Noize de Slade). Pete Wells de Rose Tattoo joue un solo de guitare en tant qu'invité. L'album trouve son chemin dans le commerce régulier via le label Steamhammer, une filiale de SPV, et musicalement ne pointe pas dans la direction hardcore déclarée à l'origine, mais correspond plutôt au style du heavy metal classique.
En 1995, Randalica enregistre une reprise du classique Sodom Outbreak of Evil en allemand, Ausbruch des Böse, que l'on peut trouver sur l'album hommage à Sodom Homage to the Gods et sur l'édition limitée de l'album de Sodom Code Red en 1999. Randalica n'a pas d'autres activités de studio par la suite. Dans le numéro 200 de Rock Hard en décembre 2003, une autre grande histoire sur Randalica est publiée dans le cadre du reportage sur le 20e anniversaire du magazine, dans lequel, entre autres, les circonstances tragiques de leur concert fictif "'Wir-sind-wech! sont expliquées .
Au Rock Hard Festival 2006, Randalica fait une courte apparition pour des retrouvailles de la formation originale après le concert de Sodom et passe en revue les chansons bien connues. La raison en est qu'en raison de l'annulation peu avant de la performance de Celtic Frost, la place était libre. Randalica est également soutenu par les deux membres du Sodom Bobby Schottkowski et Bernemann. En 2006, sur l'édition limitée du best-of CD No Look Back par In Extremo, une reprise du titre Nur ihr allein avec un nouveau texte, attribuée à Randalica, est publiée.

## Discographie
- 1994 : Tote auffe Tanzfläche (single)
- 1995 : Knast, Tod oder Rock 'n' Roll (album)

## Source de la traduction
- (de) Cet article est partiellement ou en totalité issu de l’article de Wikipédia en allemand intitulé « Randalica » (voir la liste des auteurs).